# 黄金海岸 (昌黎)

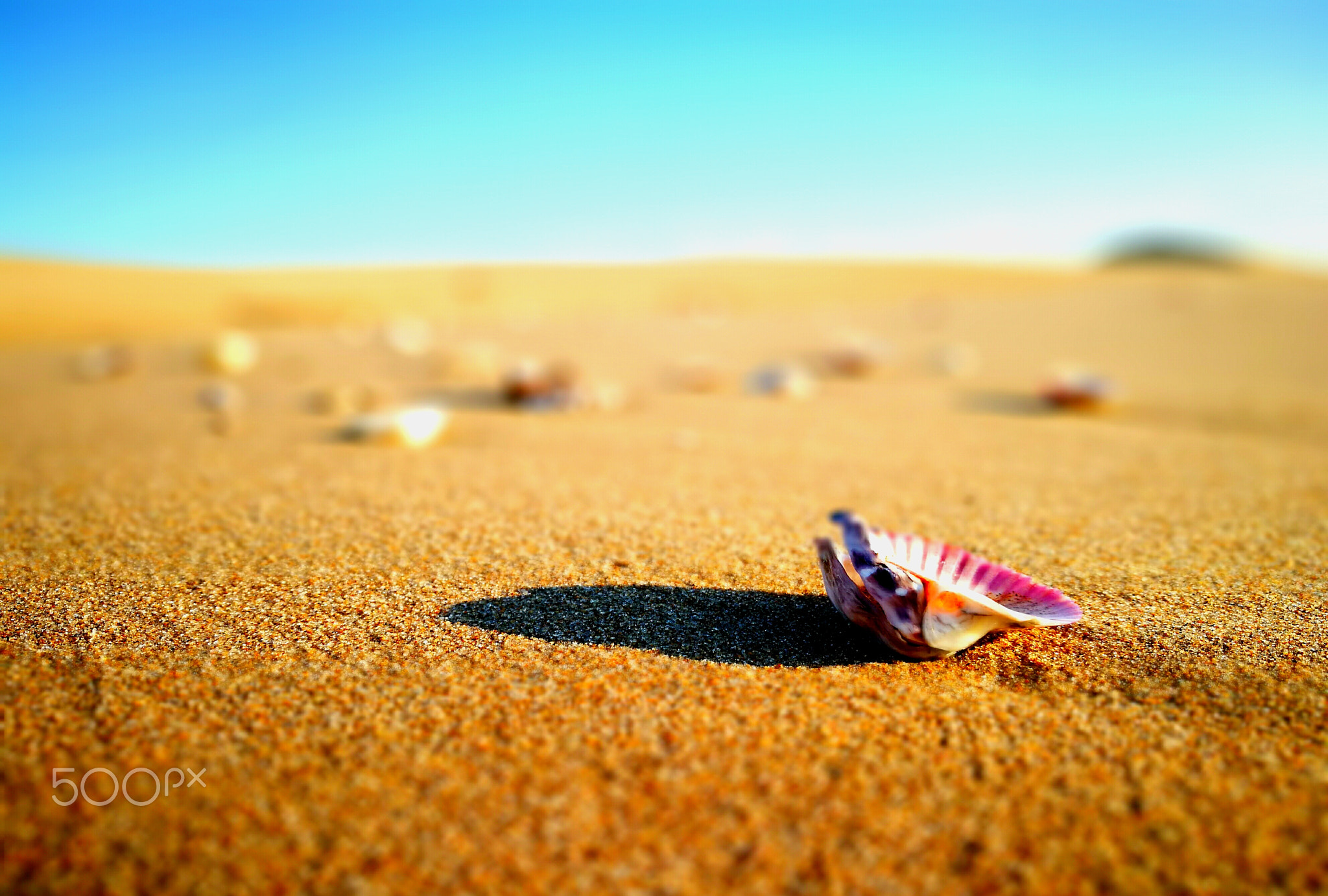
黄金海岸的沙滩。

39°38′10″N 119°18′33″E / 39.63611°N 119.30917°E
昌黎黄金海岸位于中华人民共和国河北省秦皇岛昌黎县渤海沿岸地区，现属北戴河新区管辖，是中国著名海滨旅游区，其海滩、七里海潟湖和滦河河口湿地共同组成了昌黎黄金海岸国家级自然保护区。
黄金海岸北起大蒲河南岸，南至滦河口北岸。黄金海岸海滩连绵47千米，宽50～120米，坡面角小于5度，以细沙为主，是中国最好的海水浴场之一。七里海潟湖位于北戴河新区团林管理处（团林乡）以南，与渤海相连，属半封闭式潟湖，因水域宽7里而得名。现主要开发为水产养殖基地和盐场。滦河河口湿地是中国著名的观鸟胜地。

## 图册
- 沙滩与游人